# قائمة السياسيين ذوي الإعاقة الجسدية
فيما يلي قائمة بالسياسيين الذين يشغلون أو شغلوا مناصب أثناء إصابتهم بأي نوع من أنواع الإعاقة الجسدية.

## أفغانستان
- ملا عمر، زعيم طالبان ورئيس الدولة السابق (فقد إحدى عينيه بسبب إصابة بشظية)

## الجزائر
- عبد العزيز بوتفليقة، الرئيس السابق للجزائر (يستخدم كرسيًا متحركًا)

## الأرجنتين
- غابرييلا ميكاتي، نائبة الرئيس السابقة (تستخدم كرسيًا متحركًا)
- دانيال سيولي، نائب الرئيس السابق وحاكم محافظة بوينس آيرس السابق (فقد ذراعه اليمنى في حادث عام 1989)
- خورخي ترياكا الابن، وزير العمل السابق (يستخدم كرسيًا متحركًا)

## أرمينيا
- سيران أوهانيان، وزير الدفاع الأسبق (بُترت ساقه بعد إصابته خلال حرب مرتفعات قره باغ الأولى)
- زاروهي باتويان، وزيرة الشؤون الاجتماعية والعمل (تستخدم كرسيًا متحركًا)
- أرتاك زيناليان، وزير العدل الأسبق (يعاني من بتر في الساق)

## أستراليا
فيدرالي
- غراهام إدواردز، عضو في مجلس نواب أستراليا (فقد ساقيه خلال حرب فيتنام)
- جون هايد، عضو في مجلس النواب (فقد ذراعه في حادث مزرعة)
- جورج ماكسويل، عضو في مجلس النواب (ضعف تدريجي في البصر، إلى أن فقد بصره بالكامل)
- غريغور ماغريغور، عضو مجلس الشيوخ عن جنوب أستراليا (ضعف تدريجي في البصر، إلى أن فقد بصره بالكامل)
- ألبي شولتز، عضو مجلس النواب (أصيب بالعمى في إحدى عينيه بعد حادث تعرض فيه لحمض الهيدروكلوريك)
- جوردون ستيل-جون، عضو مجلس الشيوخ عن أستراليا الغربية (يعاني من الشلل الدماغي، ويستخدم كرسيًا متحركًا)

على مستوى الولايات
- دينيس ألين، عضو في الجمعية التشريعية لولاية فيكتوريا (تعاني من ضمور عضلي)
- ليه كرايغ، عضو في مجلس تشريع غرب أستراليا (فقد ساقه خلال الحرب العالمية الأولى)
- هنري كوران، عضو في الجمعية التشريعية لغرب أستراليا (فقد ساقه في حادث مروري)
- روبرتس دانستان، عضو في الجمعية التشريعية لولاية فيكتوريا (فقد ساقه خلال الحرب العالمية الثانية)
- فرانك غوثري، عضو في الجمعية التشريعية لغرب أستراليا (فقد ساقه خلال الحرب العالمية الأولى)
- سيسيل هينكس، عضو في الجمعية التشريعية لجنوب أستراليا (فقد ساقه خلال الحرب العالمية الأولى)
- ديفيد هنتر، عضو في الجمعية التشريعية لنيو ساوث ويلز (فقد بصره في طفولته بعد إصابته بالتهاب السحايا)
- ماثيسون جاكوبي، عضو في الجمعية التشريعية لغرب أستراليا (أصيب بالعمى في إحدى عينيه بعد حادث انفجار ديناميت)
- بيتر لالور، عضو في الجمعية التشريعية لولاية فيكتوريا (فقد ذراعه خلال ثورة يوريكا)
- إيفن مانينغ، عضو في الجمعية التشريعية لغرب أستراليا (فقد ذراعه خلال الحرب العالمية الثانية)
- فرانك ماريوت، عضو في مجلس النواب في تسمانيا (فقد بصره خلال الحرب العالمية الأولى)
- هيو موسمان، عضو في مجلس تشريع كوينزلاند (فقد ذراعه في حادث انفجار ديناميت)
- باتونغ فام، عضو في مجلس تشريع غرب أستراليا (يستخدم كرسيًا متحركًا بعد تعرضه لتمدد في الأوعية الدموية الدماغية)
- روب باين، عضو في الجمعية التشريعية لكوينزلاند (رباعي الشلل، يستخدم كرسيًا متحركًا)
- ليزل تيش، عضو في الجمعية التشريعية لنيو ساوث ويلز (مصابة بشلل سفلي، وتستخدم كرسيًا متحركًا)
- كيلي فنسنت، عضو في مجلس تشريع جنوب أستراليا (تعاني من الشلل الدماغي وتستخدم كرسيًا متحركًا)
- ويليام ويلموت، عضو في الجمعية التشريعية لغرب أستراليا (فقد ساقه خلال الحرب العالمية الأولى)

## النمسا
- فرديناند الأول إمبراطور النمسا (1835–1848) (يعاني من صرع حاد منذ الطفولة واستسقاء الرأس)

## البرازيل
| الاسم                       | الحزب (الأحدث)             | المنصب/المناصب | ملاحظات                           |
| --------------------------- | -------------------------- | --- | --------------------------------- |
| روزاني كافالكانتي دي فريتاس | أفانتي                     | مجلس نواب البرازيل عن ألاغواس (2011–2014)، (2016–2018)                                                             | مصابة بشلل الأطفال                |
| مارا غابريلي                | الحزب الاجتماعي الديمقراطي | مجلس الشيوخ الاتحادي للبرازيل عن ولاية ساو باولو (2019–حتى الآن) مجلس نواب البرازيل عن ولاية ساو باولو (2011–2019) | مصابة بشلل رباعي نتيجة حادث سيارة |
| باولو غانيم                 | الحزب الجديد               | مجلس نواب البرازيل عن ولاية ساو باولو (2019–2023)                                                                  | يعاني من تشوه خلقي                |
| فيليبي ريغوني               | اتحاد البرازيل             | مجلس نواب البرازيل عن ولاية إسبيريتو سانتو (2019–2022)                                                             | كفيف                              |
| غولبيري دو كوتو إي سيلفا    | تحالف التجديد الوطني       | رئيس ديوان الرئاسة (1974–1981)                                                                                     | كفيف في إحدى عينيه                |
| لويس إيناسيو لولا دا سيلفا  | حزب العمال البرازيلي       | رئيس البرازيل (2003–2011)، (2023–حتى الآن) مجلس نواب البرازيل عن ولاية ساو باولو (1987–1991)                       | فقد الخنصر الأيسر بسبب حادث آلة   |
| والتر توستا                 | الحزب الليبرالي            | مجلس نواب البرازيل عن ميناس جرايس (2011–2015) نائب ولاية ميناس جرايس (2007–2011)                                   | مصاب بشلل سفلي                    |

## كمبوديا
- تا موك، قائد في الخمير الحمر (مبتور الساق)
- هون سين، رئيس الوزراء (كفيف في إحدى عينيه نتيجة إصابة في الحرب)

## كندا
- لوسيان بوشارد، سفير سابق لفرنسا، زعيم الكتلة الكيبيكية ورئيس وزراء كيبك (مبتور بسبب التهاب لفافي ناخر)
- باكلي بيلانجر، عضو الجمعية التشريعية في ساسكاتشوان عن دائرة أثاباسكا (ضعف بصري في العين اليسرى)
- ستيفاني كاديو، عضو الجمعية التشريعية في كولومبيا البريطانية (مصابة بشلل سفلي)
- ديان فينلي، وزيرة تنمية الموارد البشرية والمهارات (كندا) (ضعف بصري بسبب داء غريفز)
- ستيفن فليتشر، وزير دولة اتحادي كندي للإصلاح الديمقراطي والنقل؛ زعيم حزب مانيتوبا (أول نائب مصاب بـشلل رباعي)
- كينت هير، عضو الجمعية التشريعية في ألبرتا عن كالجاري-بافالو؛ عضو في البرلمان عن مركز كالجاري (شلل رباعي بعد إصابته بطلق ناري عرضي خلال إطلاق نار من سيارة)
- مارلين جينينغز، عضو برلمان عن دائرة نوتردام دو غراس—لاشين (فقدان جزئي للبصر بسبب انفصال الشبكية والساد)
- جوزيف مكنمارا (سياسي)، عضو برلمان إقليمي (كندا) عن ريفرديل (دائرة انتخابية إقليمية) (مبتور؛ فقد ذراعه اليمنى أثناء الخدمة في فيمي (باد كاليه) بفرنسا خلال الحرب العالمية الأولى)
- ميغان باترسون، عضو الجمعية التشريعية في ساسكاتشوان عن موس جاو واكاماو (خضعت لثقب في القصبة الهوائية بسبب إصابات في حادث سيارة)
- مانون بيرو، عضو برلمان عن مونتكالم (مصابة بشلل سفلي)
- بيير سيفيني، عضو برلمان سابق ووزير الدفاع الوطني المساعد (كندا) (مبتور)[1]
- ميشيل ستيلوول، عضو الجمعية التشريعية في كولومبيا البريطانية (مصابة بشلل رباعي)
- سام سوليفان، عمدة سابق لمدينة فانكوفر (شلل رباعي مع قدرة محدودة على استخدام أطرافه)
- كارلا كالترو، عضو في البرلمان عن دلتا ووزيرة الخدمات العامة والمشتريات وإمكانية الوصول (ضعف بصري منذ الولادة)
- سارة جاما، عضو برلمان أونتاريو عن هاميلتون سنترال (تستخدم كرسيًا متحركًا، ولدت بـالشلل الدماغي)

## كولومبيا
- خوان غونزالو بوتيرو، نائب وزير التنمية الزراعية (2018–2022). يعتمد على كرسي متحرك بسبب مرض عصبي تنكسي.
- خايرو كلوباتوفسكي، نائب عن دائرة بوغوتا في مجلس النواب الكولومبي (1991–1994)، ومجلس الشيوخ الكولومبي (1994–1998، 2002–2004، 2005–2010)، ومدير عام كولدبورتيس (2010–2012). مصاب بشلل سفلي بين 1982 و2005 بسبب حادث سيارة، واستعاد القدرة الجزئية على المشي بعد علاج بالخلايا الجذعية.
- فيفيان موراليس هويوس، نائبة عن بوغوتا في مجلس النواب الكولومبي (1991–1994، 1994–1998)، مجلس الشيوخ الكولومبي (1998–2002)، المدعية العامة في كولومبيا (2010–2012). فقدت إحدى عينيها بسبب عدوى.
- أنطونيو نافارو وولف، رئيس مشترك الجمعية التأسيسية الكولومبية التي صاغت دستور كولومبيا 1991، عمدة باستو (1995–1997)، نائب عن بوغوتا في مجلس النواب (1998–2002)، حاكم نارينيو (2008–2011)، أمين عام بلدية بوغوتا، مجلس الشيوخ الكولومبي (2002–2006، 2014–2018). مبتور الساق ويعاني من اضطراب في النطق نتيجة شلل جزئي في اللسان بعد محاولة اغتيال.
- إلسا نوغويرا، عمدة بارانكيا (2012–2015)، وزيرة الإسكان والمدينة والإقليم (2016–2017)، وحاكمة أتلانتيكو. تعاني من مشاكل حركية بسبب تكون العظم الناقص.
- أبولينار سالسيدو كايسيدو، عمدة كالي (مدينة) (2004–2007). فقد بصره بعد إصابته بطلق ناري عندما كان طفلًا.

## جمهورية التشيك
- يانغ الأعمى، ملك بوهيميا وبولندا (كان أعمى)
- يان جيجكا، جنرال تشيكي وزعيم الهوسيون، من أتباع يان هوس؛ شارك في الحروب الأهلية في بوهيميا خلال عهد فنتسل الرابع ملك بوهيميا (كان أعمى)[2]
- ميلوش زيمان، رئيس جمهورية التشيك؛ يستخدم كرسيًا متحركًا نتيجة مضاعفات ناجمة عن السكري والاعتلال العصبي.

## جمهورية الدومينيكان
- خواكين بالاغوار، رئيس سابق لجمهورية الدومينيكان (1960–1962، 1966–1978، 1986–1996) (أصيب بالعمى في ولايته الأخيرة بسبب الزرق)

## الإكوادور
- لينين مورينو، رئيس سابق (2017–2021) ونائب رئيس سابق (2007–2013) (مصاب بشلل سفلي)[3]

## إستونيا
- إدغار سافيسار، عمدة سابق لمدينة تالين وقائم بأعمال رئيس وزراء إستونيا سابقًا (بُترت ساقه نتيجة التهاب لفافي ناخر)

## فيجي
- إلييسا ديلانا، عضو برلمان فيجي ونائب وزير الشباب والرياضة (منذ 2014)؛ حائز على ميدالية ذهبية بارالمبية (مبتور الساق بسبب حادث في الطفولة)

## فرنسا
- جورج كوتون، من قادة الثورة الفرنسية ورئيس المؤتمر الوطني (مصاب بشلل سفلي)
- لويس الثامن عشر، ملك فرنسا (أصيب بالشلل بسبب النقرس في سنواته الأخيرة)
- أنطوان بيناي، رئيس وزراء فرنسا (ذراعه اليمنى مشلولة بسبب إصابة في الحرب العالمية الأولى)
- جان ماري لوبان، عضو البرلمان الأوروبي وثلاث مرات مرشح للرئاسة (أعمى في عينه اليسرى)

## الغابون
- علي بونغو أونديمبا، رئيس الغابون؛ يعاني من شلل نتيجة سكتة دماغية

## ألمانيا
- مالو دراير، رئيسة وزراء راينلاند بالاتينات السابقة (مصابة بـالتصلب المتعدد)[4]
- جورج الخامس ملك هانوفر، آخر ملوك هانوفر (أصيب بالعمى في سن 14)
- يوزف غوبلز، وزير الدعاية في الرايخ الألماني وآخر مستشار ألمانيا بعد هتلر (كان يعاني من تشوه في القدم تسبب له بعرج)
- هايكه هوبيخ، عضو في البوندستاغ منذ 2024 (أول عضو أصم في البوندستاغ)[5]
- أوتو غراف لامبسدورف، عضو في البوندستاغ (1972–1998) ووزير الاقتصاد (1977–1984) (بُترت إحدى ساقيه)[6]
- فولفغانغ شويبله، رئيس البوندستاغ السابق ووزير سابق في وزارة المالية الاتحادية (ألمانيا) ووزارة الداخلية (ألمانيا)، وكذلك رئيس سابق لحزب الاتحاد الديمقراطي المسيحي (يستخدم كرسيًا متحركًا منذ عام 1990)
- كورت شوماخر، عضو في البوندستاغ (1949–1952) ورئيس الحزب الديمقراطي الاجتماعي الألماني (مبتور الذراع اليمنى والساق اليسرى)[7]
- فيلهلم الثاني، آخر أباطرة ألمانيا وملك بروسيا (كان يعاني من ضمور في ذراعه اليسرى أقصر بـ 15 سم من اليمنى نتيجة شلل إيرب)

## جبل طارق
- بيتر كاروانا، عضو برلمان جبل طارق (1991–2013) وخامس رئيس وزراء جبل طارق (1996–2011) (أعمى في إحدى عينيه)

## المجر
- بيلا الثاني، ملك المجر (1131–1141) (أصيب بالعمى على يد خصوم والده السياسيين عام 1113)
- فيرينتس هيرت، عضو البرلمان عن تاماشي (2006–2018) (يستخدم كرسيًا متحركًا منذ 1988 بسبب حادث سيارة)
- كاتالين سيلي، رئيسة الجمعية الوطنية المجرية السابقة (فقدت يدها بسبب انفجار قنبلة غير منفجرة عندما كانت بعمر 12)[8]

## الهند
- جايبال ريدي (مصاب بشلل الأطفال)
- يامونا براساد شاستري (أعمى)
- سادان غوبتا (أعمى)
- سيمون بريتو رودريغز (شلل في القدمين)
- هاري ديف جوشي (يفتقد إحدى يديه)

## إندونيسيا
- عبد الرحمن وحيد، رابع رؤساء إندونيسيا (فقد عينه اليسرى ويعاني من ضعف شديد في اليمنى بسبب الزرق)

## إيران
- علي خامنئي، المرشد الأعلى للثورة الإسلامية (فقد وظيفة يده اليمنى نتيجة لمحاولة اغتيال)

## أيرلندا
- بريان كرولي، عضو في البرلمان الأوروبي سابقًا عن جنوب أيرلندا (يستخدم كرسيًا متحركًا منذ حادث تعرض له في سن 16)
- مارتن كونواي (أعمى)
- مايكل دافيت، عضو برلمان المملكة المتحدة عن المقاعد الإيرلندية بين 1882 و1899 (فقد ذراعه اليمنى في حادث صناعي وهو في الحادية عشرة)
- شون كونيك، نائب سابق عن ويكسفورد (يستخدم كرسيًا متحركًا)
- مارك وارد، نائب عن شين فين يمثل دبلن ميد-ويست (مصاب بالتصلب المتعدد)

## إسرائيل
- موشيه ديان، وزير الدفاع وووزير الخارجية (فقد عينه اليسرى في الحرب العالمية الأولى)
- كارين الحرار، وزير البنية التحتية والطاقة والمياه وعضو الكنيست (تعاني من الساركوبينيا، التي تسبب فقدانًا تنكسيًا في كتلة العضلات الهيكلية؛ تستخدم الكرسي المتحرك)
- إيلان غيلون، عضو في الكنيست (أصيب بشلل في الساق بسبب شلل الأطفال)
- ياعقوب كاتس، عضو في الكنيست (إصابة خلال حرب أكتوبر)
- موشيه ماتالون، عضو في الكنيست (أصيب بشلل سفلي بسبب إصابة تعرض لها قبل حرب يوم كيبور)
- فطين ملا، عضو في الكنيست (إصابة خلال الخدمة العسكرية)
- شيرلي بينتو، عضو في الكنيست (صماء)
- صهيون بينيان، عضو في الكنيست (شلل أطفال)
- دافيد روتيم، عضو في الكنيست (شلل أطفال)
- أوفير سوفر، عضو في الكنيست (إصابة خلال الخدمة العسكرية)

## جامايكا
- فلويد موريس، رئيس مجلس الشيوخ (أعمى)[9]

## اليابان
- توشيكازو هوري، عضو سابق في مجلس المستشارين من 1989 إلى 1995 ومن 1998 إلى 2004 (أعمى)
- إيكو كيمورا، عضو في مجلس الشيوخ الياباني من 2019 (تستخدم الكرسي المتحرك وتعاني من شلل الأطراف الأربعة وشلل دماغي بسبب سقوطها مع عربة الطفل كطفلة)
- ياسوهيكو فناغو، عضو في مجلس الشيوخ الياباني من 2019 (تستخدم الكرسي المتحرك بسبب الشلل وفقدت القدرة على الكلام والكتابة بسبب تصلب جانبي ضموري)

## مملكة القدس
- بلدوين الرابع، ملك مملكة بيت المقدس (إعاقات جسدية كبيرة نتيجة الجذام)

## ماليزيا
- راس عديبة رضى، عضو حالي في مجلس الشيوخ (تستخدم الكرسي المتحرك بدوام كامل، نتيجة حادث سيارة في 15 نوفمبر 1995، حيث تعرضت فقراتها للإصابة)[10]
- كاربال سينغ، عضو في البرلمان عن بوكيت غيلوجور (يستخدم الكرسي المتحرك بدوام كامل، نتيجة حادث سيارة، مع مشاكل عصبية في ذراعه اليمنى)[11]

## المكسيك
- ميغيل باربوسا هويرتا، رئيس مجلس الشيوخ الحالي (فقد قدمه الأيمن بسبب السكري)
- أنطونيو لوبيز دي سانتا آنا، رئيس المكسيك السابق (فقد ساقه اليسرى في المعركة)
- ألونسو لوجامبيو، الأمين السابق للتعليم العام في المكسيك وعضو مجلس الشيوخ المكسيكي (يستخدم الكرسي المتحرك بسبب الورم النقوي المتعدد؛ توفي بعد 24 يومًا في منصبه بسبب السرطان)
- ألفارو أوبريغون، رئيس المكسيك السابق (فقد ذراعه اليمنى في المعركة)
- غيلبيرتو رينكون غياردو، رئيس سابق المجلس الوطني لمنع التمييز (عيب خلقي)

## نيوزيلندا
- آدم آدامسون، عمدة إينفركارغيل (ولد بدون يد يمنى)
- ليون غوتس، عضو في البرلمان 1949–1963 (فقد ذراعه اليمنى وعينه خلال الحرب العالمية الأولى)
- نورمان جونز، عضو في البرلمان 1975–1987 (بتر الساق؛ إصابة في الحرب العالمية الثانية)
- جون أ. لي، عضو في البرلمان 1922–1943 (بتر الذراع؛ إصابة في الحرب العالمية الأولى)[12]
- موجو ماذرز، عضو في البرلمان 2011–2017 (ولد أصم)
- كلوثا مكينزي، عضو في البرلمان 1921–1922 (أعمى في غاليبولي خلال الحرب العالمية الأولى)
- مارغريت ويلسون، عضو في البرلمان 1999–2008 (بتر الساق)

## النرويج
- توفه لينيه براندفيك، عضو سابق في برلمان النرويج (تستخدم الكرسي المتحرك بسبب مرض عصبي عضلي)[13]
- غورو فييلانغر، وزيرة البيئة السابقة (تستخدم الكرسي المتحرك بسبب تشقق العمود الفقري)[14]

## الفلبين
- أبوليناريو مابيني، رئيس وزراء الفلبين السابق ووزير الخارجية (شلل بسبب شلل الأطفال)
- غريس باداكا، حاكمة إيزابيلا (مقاطعة) السابقة (شلل بسبب شلل الأطفال)

## بولندا
- فويتشخ ياروزلسكي، وزير الدفاع الوطني السابق، رئيس مجلس وزراء بولندا، ورئيس بولندا (عمى ثلجي)
- يان فيليب ليبيكي، عضو في السيم ومجلس شيوخ بولندا (يستخدم الكرسي المتحرك)
- يانيينا أوتشويسكا، عضو في البرلمان الأوروبي (شلل الأطفال)
- مالغورزاتا أولينيك، عضو في السيم (تستخدم الكرسي المتحرك؛ شلل الأطراف الأربعة)
- سوافومير بيتشوتا، عضو في السيم (يستخدم الكرسي المتحرك)
- ماريك بلورا، عضو في السيم ولاحقًا عضو في البرلمان الأوروبي (يستخدم الكرسي المتحرك بسبب ضمور العضلات الشوكي)

## جمهورية كوريا
- مي-هوا سيو (1967–)، عضو الجمعية الوطنية الكورية (أعمى)
- بو-يون تشوي (1978–)، عضو الجمعية الوطنية الكورية (تستخدم الكرسي المتحرك)
- يي-جي كيم (1980–)، عضو الجمعية الوطنية الكورية (أعمى)

## جمهورية البندقية
- إنريكو داندولو (1107?–1205)، 42 دوق البندقية (أعمى)

## الإمبراطورية الرومانية
- أبيوس كايكوس، قنصل روماني، بريتور، ودكتاتور روماني في الجمهورية الرومانيةfl. c. 312–279 BC (أصبح أعمى في شيخوخته)
- يوليوس قيصر، دكتاتور روماني في الجمهورية الرومانية 49–44 BC (تعرض لنوبات صرع)
- كلوديوس، 4 إمبراطور روماني 41–54 (كان يعاني من مشاكل في المشي)[15]
- جستنيان الثاني "رينوتميتو"، إمبراطور بيزنطي 685–695، 705–711 (تم تشويه أنفه بعد عزله الأول)
- ميخائيل الرابع البافلاغوني، إمبراطور بيزنطي 1041-1042 (صرعي)
- نيكيورفوروس ديونيغيس، قائمة الأباطرة البيزنطيين 1070–1071 (تمت إعاقة عينيه بواسطة ألكسيوس الأول كومنينوس لتورطه في مؤامرة للإطاحة به)
- إسحاق الثاني، إمبراطور بيزنطي 1185–1195، 1203–1204 (تمت إعاقة عينيه بواسطة ألكسيوس الثالث أنجيلوس لضمان موقعه كإمبراطور)؛ وبسبب كونه أعمى عند صعوده إلى العرش مرة ثانية، اضطر إسحاق الثاني إلى المشاركة في الحكم مع ابنه ألكسيوس الرابع أنجيلوس
- قنسطنطين كومنينوس أنجيلوس، سباستوكراتور في الإمبراطورية البيزنطية حوالي 1185–؟ (تمت إعاقة عينيه بواسطة أندرونيكوس الأول كومنينوس كتهديد لموقعه كإمبراطور)؛ تم تعيينه سباستوكراتور في عهد شقيقه، إسحاق الثاني

## رومانيا
- أرماند كالاينيسكو، رئيس رومانيا في 1939، كان بعين واحدة[16]

## روسيا
- سعيد أميروف، عمدة محج قلعة السابق (أصيب بالشلل نتيجة لإحدى محاولات الاغتيال العديدة)
- فلاديمير لينين، أول رئيس حكومة جمهورية روسيا الاتحادية الاشتراكية السوفيتية (أصيب بالبكم والفراش بعد سلسلة من السكتات الدماغية)
- جريجوري بوتيمكين، حاكم نوفوروسيا (فقد عينه اليسرى خلال السبعينيات من القرن الثامن عشر)
- فاسيلي الثاني، الأمير الأكبر لموسكو (تمت إعاقته بواسطة خاطفيه في 1446)؛ استعاد السلطة وتولى الحكم حتى وفاته في 1462
- بوريس يلتسن، رئيس البلاد (فقد إبهامه السبابة اليسرى، رسميًا نتيجة لانفجار قنبلة)
- نتاليا بوكلونسكايا، المدعي العام السابق لـجمهورية القرم وعضو في الدوما (تعرضت للاعتداء في درج منزلها في يالطا مما أدى إلى شلل جزئي في وجهها)

## سان مارينو
- ميركو توماسوني، الحاكم السابق لسان مارينو (مقعد بسبب الشلل النصفي)

## جزر سليمان
- مارتن ماجا، وزير الصحة (أصيب بمرض واضطر لاستخدام الكرسي المتحرك في 2009 أثناء الخدمة)؛ استقال من الحكومة لكنه احتفظ بمقعده في البرلمان في الانتخابات العامة لعام 2010؛ استمر كعضو في البرلمان، باستخدام الكرسي المتحرك، حتى وفاته في 2014

## إسبانيا
- بابلو إنشنيكي، عضو في مجلس النواب الإسباني (يستخدم الكرسي المتحرك بسبب ضمور العضلات الشوكي)
- كارلوس الثاني ملك إسبانيا، حكم من 1665–1700، وصفه المؤرخون ويل ديورانت وأرئيل ديورانت بأنه "قِصير، أعرج، مصاب بالصرع، خرف، وأصبح أصلع تمامًا قبل سن 35، وكان دائمًا على وشك الموت لكنه أدهش المسيحية بمواصلته الحياة." أفاد التشريح الطبي أن "قلبه كان بحجم حبة فلفل؛ ورئتيه تآكلت؛ وأمعائه كانت فاسدة ومتقرحة؛ وكان لديه خصية واحدة سوداء كالفحم، وكان رأسه مليئًا بالماء."

## سوريا
- ألب أرسلان الأخرس، سلطان سلجوقي حلبي، المعروف بـ "الأبكم"، معروف بمشاكل في النطق والتأتأة.

## سريلانكا
- سينارات أتانايكي، عضو في مجلس مقاطعة أوفا؛ أول ممثل منتخب من ذوي الإعاقة في سريلانكا؛ أول شخص من ذوي الإعاقة يتولى حقائب وزارية (وزير الزراعة والري والأراضي والغابات) ويصبح رئيس وزراء بالإنابة لمقاطعة؛ أول شخص من ذوي الإعاقة يصبح محاميًا في سريلانكا (يستخدم الكرسي المتحرك بشكل دائم بسبب شلل الأطفال في سن الثانية)
- سوجاث واسانثا دي سيلفا، عضو في البرلمان (القائمة الوطنية). أول شخص أعمى ومعاق يتم اختياره للبرلمان السريلانكي.[17]

## السويد
- ديفيد ليجا، يستخدم الكرسي المتحرك، خلقي. عضو في البرلمان الأوروبي. نائب الوزير الثاني للحزب الديمقراطي المسيحي.

## تايلاند
- بوميبول أدولياديج، ملك تايلاند من 1946-2016 (كان أعمى في عين واحدة لمعظم فترة حكمه بعد حادث مروري)

## الدولة التيمورية
- تيمورلنك، أمير الدولة التيمورية من 1370 حتى 1405، أصيب بجروح نتيجة إصابتين بسهم في ساقه اليمنى وذراعه، مما جعلهما غير قابلين للاستخدام، ويعرف أيضًا باسم "تيمور الأعرج" أو تيمورلينك.

## تركيا
- دنيز بايقال، قائد حزب الشعب الجمهوري السابق، عضو في مجلس الشورى (مشلول)

## أوكرانيا
- غينادي كيرنس، عمدة خاركيف (يستخدم الكرسي المتحرك منذ محاولة اغتياله في 2014)
- أوليكساندر بابات، عضو في مجلس مدينة كييف ومرشح سابق للرئاسة الأوكرانية 2010 (إعاقة بصرية منذ 2013 بسبب حادث)
- يوري شوخيفيتش، عضو البرلمان من 2014 إلى 2019 (أعمى منذ سجنه في السبعينيات)
- فاليري سوشكيفيتش، عضو البرلمان من 1998 إلى 2014 (يستخدم الكرسي المتحرك منذ طفولته)
- أوليكسي زهورافكو، عضو البرلمان من 2006 إلى 2012 ومتعاون مع روسيا في 2022 (معاق منذ الولادة)
- يانا زينكيفيتش، عضو البرلمان منذ 2019 (تستخدم الكرسي المتحرك منذ حادث في 2015)

## المملكة المتحدة
- جاك آشلي، عضو البرلمان من 1966 إلى 1992 (فقدان السمع منذ 1967)
- جون جاكوب أستور، عضو البرلمان من 1922 إلى 1945 (فقد ساقه اليمنى في معركة خلال الحرب العالمية الأولى في 1918)
- آن بيغ، عضو البرلمان من 1997 إلى 2015 (تستخدم الكرسي المتحرك)
- ديفيد بلانكيت، وزير الداخلية السابق (أعمى منذ الولادة)
- روبرت بورن، عضو البرلمان من 1924 إلى 1938 (فقد بصره في إحدى عينيه في لعبة روندرز في أيام دراسته وتعرض يده للتلف في إنزال خليج سوفلا خلال الحرب العالمية الأولى)
- جوردون براون، رئيس وزراء المملكة المتحدة السابق (إعاقة بصرية في عين واحدة)
- راب بتلر، عضو البرلمان من 1929 إلى 1965، وزير الخارجية في نهاية المطاف (فقد يده اليمنى بسبب حادث في طفولته)
- دونكان فريدريك كامبل، عضو البرلمان من 1911 إلى 1916 (فقد ذراعه اليسرى في معركة إيبرس الأولى في 1914)
- جين كامبل، ناشطة في حقوق المعاقين وعضو في مجلس اللوردات (ولدت بضمور العضلات الشوكي)
- ونستون تشرشل، عضو البرلمان بين 1901 و 1964، رئيس وزراء المملكة المتحدة مرتين؛ أصبح أصمًا بشكل متزايد في فترة رئاسته الثانية (1951-55) واستخدم الكرسي المتحرك بعد سلسلة من السكتات الدماغية
- جاك كوهن، عضو البرلمان من 1918 إلى 1931 (فقد ساقيه في معركة باشنديل)
- سوزان كونليف-ليستر وبارونة ماشام من إيلتون، سياسية (تعرض العديد من أجزاء جسدها للشلل بعد حادث سيارة)
- مارشا دي كوردوفا، عضو البرلمان منذ 2017 (أعمى بسبب رأرأة)
- ستيف دارلينغ، عضو البرلمان منذ 2024 (أعمى)
- تيري ديكس، عضو البرلمان من 1983 إلى 1997 (مصاب بـ شلل دماغي)
- بام دنكان-جلانسي، عضو في البرلمان الاسكتلندي من 2021 (تستخدم الكرسي المتحرك بشكل دائم)
- ريجينالد إيسينه، عضو البرلمان من 1931 إلى 1935 (فقد ساقه في الحرب العالمية الأولى في 1917)
- ستيفن فلين، عضو البرلمان من 2019 (كان يمشي باستخدام عكاز من الطفولة حتى استبدال مفصل الورك بسبب نخر لاوعائي)
- مايكل فوت، عضو البرلمان من 1950 إلى 1955 ومن 1960 إلى 1992، زعيم حزب العمال من 1980 إلى 1983 (كان يمشي باستخدام عصا بسبب إصابات حادث سيارة في 1963 وفقد بصره في إحدى عينيه بسبب هربس نطاقي في 1976)
- إيان فريزر، عضو البرلمان عدة مرات بين 1924 و 1958، ثم أول peer حي يتم تعيينه في مجلس اللوردات في 1958 (أعمى في الحرب العالمية الأولى)
- جورج الثالث، ملك المملكة المتحدة (أصبح أعمى وأصم في السنوات العشر الأخيرة من حياته)
- تاني غراي-تومبسون، رياضية معاقة وعضو في مجلس اللوردات (ولدت تشقق العمود الفقري)
- روبرت هالفون، رئيس لجنة التعليم منذ 2017 (شلل دماغي وفصال عظمي)
- أوبري هربرت، عضو البرلمان من 1911 إلى 1923 (كان شبه أعمى منذ صغره وأصبح أعمى تمامًا في آخر سنة من حياته وخدمته)
- كريس هولمز، بارون هولمز من ريتشموند، عضو مجلس اللوردات (أعمى)
- دافينا إنجرامز، بارونة دارسي دي كناث، عضو في مجلس اللوردات (مشلولة من الرقبة إلى الأسفل بعد حادث سيارة)
- دان إيرفينغ، عضو البرلمان من 1918 إلى 1924 (فقد ساقه في حادث صناعي كعامل في السكك الحديدية)
- كولين لوو (وُلِد أعمى)
- ستيفن لويد، عضو البرلمان من 2010 إلى 2015 ومن 2017 إلى 2019 (صمم منذ سن السادسة)
- ديفيد ماكلين، عضو البرلمان من 1983 إلى 2010 وعضو في مجلس اللوردات (منذ 1996 يعاني من تصلب متعدد)
- إيان ماكلود، عضو البرلمان من 1950 إلى 1970، وزير الخزانة في 1970، الذي كان يعرج بشكل دائم بسبب إصابة في الحرب العالمية الثانية ثم التهاب الفقار المقسط
- هارولد ماكميلان، عضو البرلمان من 1924 إلى 1929 ومن 1931 إلى 1964، رئيس وزراء المملكة المتحدة من 1957 إلى 1963 (كان يعرج بشكل طفيف وكان يعاني من يد يمنى ضعيفة، مما أثر على خط يده، بسبب سلسلة من الجروح في الحرب العالمية الأولى)
- سيسيل مانينغ، عضو البرلمان من 1944 إلى 1950 (فقد ذراعه اليمنى أثناء الخدمة في الحرب العالمية الأولى)
- فريدريك مارتن، عضو البرلمان من 1922 إلى 1924 (أعمى أثناء التدريب العسكري في 1915)
- جورج ماي، موظف حكومي وعضو في مجلس اللوردات من 1935 حتى وفاته في 1946 (أعمى في عين واحدة)[18]
- باول ماينارد، وزير الدولة للنقل منذ 2019 (شلل دماغي)
- هربرت موريسون، وزير الداخلية والخارجية (أعمى في عينه اليمنى بسبب عدوى في الطفولة)
- فريديريك نورث، رئيس وزراء المملكة المتحدة من 1770 إلى 1782 وعضو في البرلمان من 1754 إلى 1790 (فقد بصره في ثمانينيات القرن الثامن عشر)
- جاريد أومارا، عضو البرلمان من 2017 إلى 2019 (شلل دماغي، خزل شقي، وتوحد)
- ويليام ريس-ديفيس، عضو البرلمان من 1953 إلى 1983 (فقد ذراعه اليمنى في الحرب العالمية الثانية)
- كيفين شينكوين، سياسي محافظ وعضو في مجلس اللوردات (تكون العظم الناقص، أو "متلازمة العظام الهشة")[19]
- تشارلز سيمونز، عضو البرلمان من 1929 إلى 1931 ومن 1945 إلى 1959 (فقد ساقه في معركة فيمي ريدج في 1917)
- ماري تيدبال، عضو البرلمان منذ 2024 (إعاقة خلقية تؤثر على جميع أطرافها)
- آرثر ويلزلي، رئيس وزراء المملكة المتحدة من 1828 إلى 1830 ومن 1834 (أصم في إحدى أذنه منذ 1822)
- إدوارد وود، عضو البرلمان من 1910 إلى 1925، نائب ملك الهند من 1926 إلى 1931، ووزير الخارجية في المملكة المتحدة من 1938 إلى 1940 (ولد دون اليد اليسرى)
- ريتشارد وود، عضو البرلمان من 1950 إلى 1979 (فقد ساقيه في معركة في الشرق الأوسط في الحرب العالمية الثانية - ابن اللورد هاليفاكس، أعلاه)
- جورج السادس، ملك المملكة المتحدة، كان يعاني من التأتأة في عشرينيات القرن العشرين والتي تغلب عليها بمساعدة أخصائي النطق ليونيل لوغ

## الولايات المتحدة
| الاسم                        | الحزب             | الحزب                       | الولاية                | المناصب                                                       | ملاحظات                                                                                                  |
| ---------------------------- | ----------------- | --------------------------- | ---------------------- | ------------------------------------------------------------- | --- |
| غريغ أبوت                    |                   | الحزب الجمهوري              | تكساس                  | حاكم ولاية تكساس المدعي العام في تكساس                        | شلل سفلي بسبب حادث في 1984 عندما سقطت شجرة بلوط وأصابته في ظهره                                          |
| جيم بيرد                     |                   | الحزب الجمهوري              | إنديانا                | مجلس النواب الأمريكي                                          | فقد ذراعه اليسرى أثناء إصابته في حرب فيتنام                                                              |
| روسيل بيشوب [الإنجليزية]     |                   | الحزب الجمهوري              | ميشيغان                | مجلس النواب الأمريكي                                          | بتر ذراعه اليمنى في الحرب الأهلية الأمريكية                                                              |
| ماديسون كاوثورن              |                   | الحزب الجمهوري              | كارولاينا الشمالية     | مجلس النواب الأمريكي                                          | فقد استخدام ساقيه في حادث سيارة عام 2014                                                                 |
| ماكس كليلاند                 |                   | الحزب الديمقراطي            | جورجيا (ولاية أمريكية) | مجلس الشيوخ الأمريكي                                          | بتر ثلاثي، فقد ساقيه وذراعه بسبب انفجار قنبلة يدوية في حرب فيتنام                                        |
| توني كويلو                   |                   | الحزب الديمقراطي            | كاليفورنيا             | مجلس النواب الأمريكي                                          | صرع |
| جون كولينس [الإنجليزية]      |                   | الحزب الديمقراطي            | ماساتشوستس             | عمدة بوسطن                                                    | هو وأطفاله أصيبوا بشلل الأطفال                                                                           |
| كريستن كوكس [الإنجليزية]     |                   | الحزب الجمهوري              | ماريلند                | مرشحة الحزب الجمهوري لعام 2006 لمنصب نائب حاكم ولاية ماريلاند | إعاقة بصرية بسبب مرض شتارغاردت                                                                           |
| دان كرينشاو                  |                   | الحزب الجمهوري              | تكساس                  | مجلس النواب الأمريكي                                          | فقد عينه اليمنى بسبب هجوم عبوة ناسفة في أفغانستان                                                        |
| بوب دول                      |                   | الحزب الجمهوري              | كانساس                 | مجلس الشيوخ الأمريكي مرشح الحزب الجمهوري للرئاسة في 1996      | أصيب في ذراعه خلال الحرب العالمية الأولى                                                                 |
| تامي دوكوورث                 |                   | الحزب الديمقراطي            | إلينوي                 | مجلس الشيوخ الأمريكي مجلس النواب الأمريكي                     | فقدت ساقيها وأصيب ذراعها اليمنى بسبب هجوم قذيفة صاروخية الدفع في حرب العراق                              |
| جون بورتر إيست               |                   | الحزب الجمهوري              | كارولاينا الشمالية     | مجلس الشيوخ الأمريكي                                          | شلل سفلي بسبب شلل الأطفال الذي أصيب به عام 1955                                                          |
| أوراميل فولر [الإنجليزية]    |                   | الحزب الجمهوري              | ميشيغان                | حاكم ميشيغان                                                  | شلل سفلي بسبب سقوط غير مقصود                                                                             |
| توماس غور                    |                   | الحزب الديمقراطي            | أوكلاهوما              | مجلس الشيوخ الأمريكي                                          | إعاقة بصرية من حوادث الطفولة                                                                             |
| تشاك غراهام                  |                   | الحزب الديمقراطي            | ميزوري                 | ميزوري                                                        | أصبح مصابًا بشلل رباعي بعد حادث سيارة عندما كان في السادسة عشرة من عمره                                   |
| سيراس حبيب                   |                   | الحزب الديمقراطي            | واشنطن                 | نائب حاكم ولاية واشنطن                                        | أصيب بالعمى بسبب السرطان في الطفولة                                                                      |
| دانيال إينوي                 |                   | الحزب الديمقراطي            | هاواي                  | مجلس الشيوخ الأمريكي                                          | فقد ذراعه اليمنى بسبب شظايا قنبلة يدوية في الحرب العالمية الثانية                                        |
| هاري فرانسيس كيلي            |                   | الحزب الجمهوري              | ميشيغان                | حاكم ولاية ميشيغان                                            | فقد ساقه اليمنى في الحرب العالمية الأولى                                                                 |
| بوب كيري                     |                   | الحزب الديمقراطي            | نبراسكا                | حاكم ولاية نبراسكا مجلس الشيوخ الأمريكي                       | فقد ساقه أسفل الركبة بسبب إصابة في المعركة في حرب فيتنام                                                 |
| مارك كيرك                    |                   | الحزب الجمهوري              | إلينوي                 | مجلس الشيوخ الأمريكي                                          | أصيب بسكتة دماغية في 2012، لكنه تعافى بعد ما يقرب من عام ونصف بعد تلقي العلاج الطبيعي                    |
| جيمس لانجفان                 |                   | الحزب الديمقراطي            | رود آيلاند             | مجلس النواب الأمريكي                                          | رباعي الشلل؛ أصيب في حادث إطلاق نار عندما كان في السادسة عشرة من عمره                                    |
| باتريك ليهي                  |                   | الحزب الديمقراطي            | فيرمونت                | الرئيس المؤقت لمجلس الشيوخ الأمريكي مجلس الشيوخ الأمريكي      | إعاقة بصرية في عينه اليسرى منذ الولادة                                                                   |
| آرلون ليندنر                 |                   | الحزب الجمهوري              | مينيسوتا               | حاكم مينيسوتا                                                 | فقد أجزاء من إصبعين في حادث                                                                              |
| روبرت ماهوني                 |                   | الحزب الديمقراطي            | مينيسوتا               | حاكم مينيسوتا                                                 | أعمى |
| تشارلز مانلي [الإنجليزية]    |                   | الحزب الديمقراطي            | ميشيغان                | عمدة آن آربر                                                  | أمبوتي، فقد ذراعه اليسرى في الحرب الأهلية الأمريكية[بحاجة لمصدر]                                         |
| بريان ماست [الإنجليزية]      |                   | الحزب الجمهوري              | فلوريدا                | مجلس النواب الأمريكي                                          | فقد ساقيه الإثنتين وأحد أصابعه عندما داس على عبوة ناسفة في قندهار                                        |
| جون ماكين                    |                   | الحزب الجمهوري              | أريزونا                | مجلس الشيوخ الأمريكي                                          | استخدام محدود للذراعين و"مشية غير متوازنة" بسبب التعذيب أثناء أسير في حرب فيتنام                         |
| ميتش ماكونيل                 |                   | الحزب الجمهوري              | كنتاكي                 | مجلس الشيوخ الأمريكي زعيم الجمهوريين في مجلس الشيوخ           | فقد الساق العليا اليسرى نتيجة لمرض شلل الأطفال في سن الثانية، لكنه تعافى بعد تلقي العلاج والعلاج الطبيعي |
| ألين مورس [الإنجليزية]       |                   | الحزب الديمقراطي            | ميشيغان                | حاكم ميشيغان                                                  | أمبوتي، فقد ذراعه اليسرى في الحرب الأهلية الأمريكية[بحاجة لمصدر]                                         |
| ديفيد باترسون                |                   | الحزب الديمقراطي            | نيويورك                | حاكم ولاية نيويورك                                            | إعاقة بصرية منذ الولادة                                                                                  |
| تشارلز إي. بوتير             |                   | الحزب الجمهوري              | ميشيغان                | مجلس الشيوخ الأمريكي                                          | أمبوتي، فقد ساقيه في الحرب العالمية الثانية                                                              |
| فرانكلين روزفلت              |                   | الحزب الديمقراطي            | نيويورك                | رئيس الولايات المتحدة                                         | شخص مشلول بسبب إما شلل الأطفال أو متلازمة غيلان باريه                                                    |
| ثيودور روزفلت                |                   | الحزب الجمهوري              | نيويورك                | رئيس الولايات المتحدة                                         | أعمى في عين واحدة بسبب حادث ملاكمة                                                                       |
| لاتيفا سيمون [الإنجليزية]    |                   | الحزب الديمقراطي            | كاليفورنيا             | مجلس النواب الأمريكي                                          | أعمى |
| دوج سبيد [الإنجليزية]        |                   | الحزب الديمقراطي            | ميشيغان                | حاكم ميشيغان                                                  | أعمى |
| نيكولاس سبوساتو [الإنجليزية] |                   | الحزب الديمقراطي (قبل 2017) | إلينوي                 | مجلس مدينة شيكاغو [الإنجليزية]                                | مستخدم كرسي متحرك بسبب التصلب المتعدد                                                                    |
| نيكولاس سبوساتو [الإنجليزية] | مستقل (2017–الآن) |                             | إلينوي                 | مجلس مدينة شيكاغو [الإنجليزية]                                | مستخدم كرسي متحرك بسبب التصلب المتعدد                                                                    |
| جون سوانسون [الإنجليزية]     |                   | الحزب الديمقراطي            | ميشيغان                | حاكم ولاية ميشيغان                                            | فقد ساقيه بسبب لغم أرضي في الحرب العالمية الأولى                                                         |
| جون تيستر                    |                   | الحزب الديمقراطي            | مونتانا                | مجلس الشيوخ الأمريكي                                          | فقد ثلاثة أصابع في حادثة طحن لحوم                                                                        |
| فيدريك تيتر [الإنجليزية]     |                   | الحزب الجمهوري              | واشنطن                 | مجلس نواب ولاية واشنطن                                        | أعمى |
| بنجامين راين تيلمان          |                   | الحزب الديمقراطي            | كارولاينا الجنوبية     | مجلس الشيوخ الأمريكي                                          | فقد عينه بسبب السرطان                                                                                    |
| مارشال تويتشيل [الإنجليزية]  |                   | الحزب الجمهوري              | لويزيانا               | حاكم لويزيانا                                                 | أمبوتي، فقد ذراعيه بسبب محاولة اغتيال                                                                    |
| مو أودال [الإنجليزية]        |                   | الحزب الديمقراطي            | أريزونا                | مجلس النواب الأمريكي                                          | فقد عينه اليمنى في حادثة طفولية                                                                          |
| جورج والاس                   |                   | الحزب الديمقراطي            | ألاباما                | حاكم ولاية ألاباما                                            | شخص مشلول بسبب جرح رصاصة أصيب به في محاولة اغتيال عام 1972                                               |
| وودرو ويلسون                 |                   | الحزب الديمقراطي            | نيوجيرسي               | رئيس الولايات المتحدة                                         | جزء من جسمه مشلول بسبب السكتة الدماغية                                                                   |